# Dunbirk
Dunbirk (Betula pubescens), ofte skrevet dun-birk, er et op til 25 m højt træ, der vokser i moser og på fugtig bund. Dunbirk er lyskrævende og tåler ikke meget vind, men er derimod meget hårdfør overfor frost.

## Beskrivelse
Dunbirk er et løvfældende træ med en opret, stivgrenet vækst. Barken er først rødbrun og dunhåret, senere bliver den gråhvid og glat. På gamle grene og stammer bliver barken opsprækkende og furet.
Knopperne er spredtstillede, ægformede og afrundede. Bladene er ægformede eller næsten runde (hvor de på Vorte-Birk er ruderformede) med en rundtakket rand. Bladstilken er dunhåret, og oversiden er grågrøn, mens undersiden er lidt lysere grågrøn med hårklædning på nerverne. Høstfarven er gul.
Blomsterne er samlet i kønsadskilte rakler, hvor de hanlige ses allerede fra efteråret. Blomstringen foregår før løvspring. De enkelte blomster er stærkt uregelmæssige (reducerede). Frugterne er vingede nødder, der sidder beskyttet i de blivende hunraklers skæl.
Højde x bredde og årlig tilvækst: 20 x 15 m (50 x 35 cm/år). Dunbirk vokser langsommere fra 25 – 30 års alderen og holder næsten op med at vokse fra 60 – 70 års alderen. Dunbirk kan blive cirka 100 år gammelt.

## Voksested
Dunbirk er en pionerplante, som klarer sig bedst på et lysåbent voksested med en fugtig, sur og næringsfattig jordbund. Den stiller meget små krav til jordbunden og kan gro på alle jordtyper, også på fugtige, sure og tørveholdige jorder, hvor den ofte er det første træ, der indvandrer.
I Lille Vildmose i Himmerland findes den sammen med bl.a. alm. star, blåtop, dyndstar, hvid næbfrø, mosebølle, rundbladet soldug, smalbladet mangeløv og Sphagnum cuspidatum (en tørvemos-art)

## Anvendelse
Den er egnet som spredt indblanding og som ammetræ på ikke for vindudsatte, lidt fugtige lokaliteter i skovkanter og i læ- og vildtplantninger. Tåler nogen beskæring. De lette små og tørre frø ædes af småfugle om vinteren.

## Beskæring
Dunbirk bør ikke beskæres hvor det vokser som prydtræ, da udseendet skamferes. Foretages alligevel beskæring bør beskæringen ske i august – september måned, da træet ellers har stor risiko for at forbløde.

## Sygdomme
Dunbirk kan få karakteristiske heksekoste forårsaget af en svampen Taphrina betulina.
| Portal | Portal:Botanik |

## Note
1. ↑  "Jens Christian Schou: Lille Vildmose i Himmerland". Arkiveret fra originalen 4. marts 2016. Hentet 4. februar 2009.